# Quintino Sella
«Квінтіно Селла» (італ. Quintino Sella) - ескадрений міноносець однойменного типу  ВМС Італії 1920-х років.

## Історія створення
Ескадрений міноносець «Квінтіно Селла» був закладений 12 жовтня 1922 року на верфі «Cantiere Pattison» у Неаполі. Спущений на воду 25 квітня 1925 року, вступив у стрій 26 березня 1926 року.
Свою назву отримав на честь італійського науковця, альпініста та політика, двічі міністра фінансів Італії Квінтіно Селла.

## Історія служби

### Довоєнна служба
У 1927-1928 роках кораблем командував капітан II рангу Аймоне Маргарита Марія Джузеппе ді Торіно.
У 1928 році корабель був модернізований. На ньому був встановлений баласт, який покращив остійність, а також були підсилені надбудови. 

### Друга світова війна

#### 1941 рік
Після вступу Італії у Другу світову війну «Квінтіно Селла»  разом з однотипним «Франческо Кріспі» складав IV ескадру есмінців, яка базувалась на Родосі.
Будучи одним з найстаріших кораблів у складі флоту, «Франческо Кріспі» в основному діяв в Егейському морі, і залучався до супроводу конвоїв та протичовнового патрулювання.
На початку 1941 року корабель був модернізований: на ньому було розміщене обладнання для транспортування та запуску «вибухових катерів».
У січні та лютому «Франческо Кріспі» і «Квінтіно Селла» двічі спробували атакувати вибуховими катерами бухту Суда, але обидва рази змушені були повернути назад через загрозу з боку ворожих кораблів.
25 лютого, після окупації британцями острова Кастелорізо «Франческо Кріспі» і «Квінтіно Селла», а також міноносці «Лупо» та «Лінчо» висадили на острові 240 солдатів, які зуміли повернути його під італійський контроль.
25 березня «Франческо Кріспі» і «Квінтіно Селла» утретє атакували бухту Суда. На цей раз їм вдалось досягнути успіху - атакою 6 вибухових катерів був напівзатоплений важкий крейсер «Йорк» і танкер «Періклз», але при цьому 6 пілотів човнів потрапили у полон.
21 травня «Квінтіно Селла» разом з 4 іншими есмінцями брав участь в Критській операції, під час якої був помилково прийнятий німецькою авіацією за британський корабель і атакований бомбардувальниками Junkers Ju 87, внаслідок чого зазнав пошкоджень та втрат серед екіпажу.
26 вересня «Квінтіно Селла» разом з міноносцем «Лібра» і допоміжним крейсером «Бріоні» супроводжував конвой транспортів «Чітта ді Бастія», «Чітат ді Марсала», «Трапані» і «Сант-Агата» з Пірею в Іракліон.
27 вересня конвой був атакований британським підводним човном «Тетрарх». Перша атака була безрезультатною, але о 6:36 дві торпеди влучили в транспорт «Чітта ді Бастія», який затонув за десять миль на південь від Мілосу. Наступного дня «Тетрарх» ще раз атакував конвой, але успіху не добився.
7 жовтня «Квінтіно Селла» разом з міноносцем «Кастельфідардо» супроводжував пароплави «Трапані» і «Зальцбург» із Суди в Пірей. Під час переходу конвой був атакований британським підводним човном «Талісман», який випустив 3 торпеди, які, проте, не влучили в ціль. «Квінтіно Селла» скинув глибинні бомби, після чого, конвой без перешкод дістався до цілі.
15 жовтня «Квінтіно Селла» разом з міноносцями «Альчона» і «Сіріо» супроводжував конвой з пароплавів «Бургас», «Артеміс» та танкерів «Петракіс Номікос» і «Торчелло». Конвой був атакований британським  підводним човном 
«Тандерболт», який випустив 3 торпеди, але успіху не досягнув. Для захисту конвою «Квінтіно Селла» скинув глибинні бомби.
25 жовтня «Квінтіно Селла» разом з міноносцями «Сіріо» супроводжував конвой з пароплавів «Монроза» і «Сант-Агата» з Пірею в Іракліон. О 13:18 конвой був атакований британським підводним човном «Траємф». Дві з трьох торпед влучили в пароплав  «Монроза», після чого той затонув. «Квінтіно Селла» атакував «Траємф» глибинними бомбами і завдав йому пошкоджень.

#### 1942 рік
У 1942 році дві 40-мм гармати «пом-пом» були замінені на чотири 20-мм гармати «Breda 20/65».
20 жовтня есмінці «Квінтіно Селла», «Франческо Кріспі» та мінний загороджувач «Леро» вирушили із Самосу на Родос. Того ж дня кораблі були атаковані британським підводним човном «Трешер», який випустив 4 торпеди. Дві торпеди влучили в «Леро», який від отриманих пошкоджень затонув. Але есмінці супроводу зуміли врятувати весь екіпаж загиблого корабля.
25 жовтня «Квінтіно Селла» супроводжував танкер «Арка». Під час переходу британський підводний човен «Таку» випустив 4 торпеди, дві з яких влучили у танкер, внаслідок чого той затонув. «Квінтіно Селла» скинув 11 глибинних бомб. 
Того ж року есмінець повернувся до Італії, де використовувався як навчальний корабель в Адріатичному морі.

#### 1943 рік. Загибель
В момент капітуляції Італії 8 вересня 1943 року «Квінтіно Селла» перебував у Венеції, де проходив ремонт силової установки. Але командир корабля капітан III рангу Коррадо Чіні, відповідно до наказу командування, вирішив йти на південь, до баз союзників у напрямку Таранто. О 16:00 11 вересня корабель із 300 біженцями на борту вирушив на південь.
За пів години сталась аварія в одному з котлів, який довелось зупинити, внаслідок чого швидкість впала до 14 вузлів. За чверть години був помічений пароплав «Понтінія», який, на перший погляд, не становив загрози. Насправді він був захоплений двома німецькими торпедними катерами «S 54» і «S 55», які ховались за пароплавом. Коли «Квінтіно Селла» пройшов повз «Понтінію», німецькі торпедні катери атакували есмінець ззаду. О 17:45 «S 54» випустив дві торпеди. «Квінтіно Селла» відкрив вогонь у відповідь та спробував ухилитись від трпед, але через проблеми зі стерном не зміг цього зробити. Торпеди влучили в есмінець в районі мостика. Внаслідок влучання вибухнув паровий котел, корабель розламався навпіл. Носова частина затонула майже одразу, в той час корма рухалась за інерцією ще близько 200 м, після того перекинулась та затонула.
Командир корабля Коррадо Чіні, який був важко поранений (йому довелось ампутувати ногу) та інші вцілілі були підібрані пароплавами «Понтінія», «Леопарді» та торпедними катерами, а також рибальськими човнами. Загинуло 27 членів екіпажу та від 170 до 200 цивільних.

### Рештки корабля
У 1956 році була здійснена перша, невдала, спроба підняти корабель. Був піднятий лише місток, розібраний на метал.
У 1972 році «Квінтіно Селла» був віднайдений ще раз і частково розібраний. Остов корабля перебуває на глибині 25 метрів за 30 миль на південь від Венеції та за 10 миль від островів Лідо.